# Поплевино (Ряжский район)
Попле́вино — село в Ряжском районе Рязанской области, административный центр Поплевинского сельского поселения.

## География
Село расположено близ автодороги 61К-006 Рязань — Ряжск в 9 км на север от райцентра Ряжск, остановочный пункт 303 км на ж/д линии Рязань — Ряжск.

## История
Поплевино в качестве села упоминается в списках с Ряжских писцовых книг Гр. Киреевского 1629–31 годов, где оно значится вотчиной боярина Ивана Ивановича Годунова, в селе находилась церковь Обновления храма Христа Бога нашего Воскресения. В 1752 году была освящена возобновленная Воскресенская церковь. В 1838 году началось строительство каменной Воскресенской церкви с таковою же каменною трехъярусной колокольней. В 1855 году освящена во имя Обновления Св. Храма Христа и Бога нашего Воскресенья. В 1863 году устроен теплый придел во имя св. великомученика Георгия Победоносца, который в 1889 году разрушен и вместо него выстроен более поместительный во имя Покрова Пресвятой Богородицы в 1893 году. Закрыта церковь и отдана под зерносклад была после 1935 года. Вновь действовать храм начал с 1995 года.
В XIX — начале XX века село входило в состав Подвисловской волости Ряжского уезда Рязанской губернии. В 1906 году в селе было 360 дворов.
С 1929 года село являлось центром Поплевинского сельсовета Ряжского района Рязанского округа Московской области, с 1937 года — в составе Рязанской области, с 2005 года — центр Поплевинского сельского поселения.

## Население
| 1859 | 1897  | 1906  | 2010 |
| ---- | ----- | ----- | ---- |
| 1202 | ↗2235 | ↗2991 | ↘597 |

## Инфраструктура
В селе имеются Поплевинская основная общеобразовательная школа (филиал МОУ «Ряжская СОШ № 3»), детский сад, фельдшерско-акушерский пункт, отделение почтовой связи.

## Достопримечательности
В селе расположена действующая Церковь Георгия Победоносца (1851).